# ピロ・プエブロ
ピロ・プエブロ(Piro Pueblo)は、現在のニューメキシコ州ソコロ周辺の リオ・グランデ川流域のプエブロ集落に住んでいた、プエブロインディアンのこと。現在消滅したピロ語は、テワ語族に属していた。自発的だったか否か関係なく、何名かのピロ・プエブロは、1598年に到着した最初のスペイン人入植者たちを親切にもてなした。その結果、その時は別の名前だったが、スペイン人はピロ・プエブロを、支援や快適さを意味するソコロ(Socorro)と名付けた。
しかし後年に、多くのほかのプエブロの集団のように、ピロ・プエブロは植民地支配の重圧からますます苦痛を受けた。地域での反乱は1660年代と1670年代にいくつか起こったが、スペイン人はいつも優勢を保持した。1680年のプエブロの反乱の時には、ピロ・プエブロのコミュニティは、彼らを除いて行われた有名な反乱を辞退していた。数百人のピロ・プエブロは、南のエル・パソ・デル・ノルテ(現在のメキシコチワワ州のシウダ・フアレス)に逃げるスペイン人たちに（再び自発的にか否かに関わらず）同伴した。その他は四方に散ってほかのプエブロ集団に加わった。ピロ・プエブロ集落のいずれも、もともとの住民によって再び定住されることはなかった。
ピロ・プエブロについてはほとんど知られていない。現在、毎年6月と7月に、現在のソコロの5マイル南にあるルイスロペスの近くの位置で、活発に追求している考古学的な掘削が行われている。
また、ピロ族の系統を自認する二つのプエブロ・インディアン・バンドは「ピロ・マンソー・ティワ・インディアン部族」として結集し、現在アメリカ連邦政府に公式認定を要求中である。

## ピロ・プエブロ
- w:Teypana
- w:Pilabó
- w:Senecú